# 1939 en Bretagne
 Chronologie de la Bretagne
- 1935
- 1936
- 1937
- 1938
- 1939
- 1940
- 1941
- 1942
- 1943

Cette page recense des événements qui se sont produits durant l'année 1939 en Bretagne.

## Seconde Guerre mondiale
- 3 septembre : le Royaume-Uni (et son Empire), la France (et son Empire), l'Australie et la Nouvelle-Zélande déclarent la guerre à l'Allemagne.

## Société

### Naissances
- 19 janvier à Brest : Jean-François Josselin, journaliste et auteur français, mort à Brest le 2 avril 2003.

- 27 mars à Brest : Jean Cochard , athlète français spécialiste du saut en longueur.

- 2 avril à Brest : Serge Kerval, mort le 4 juin 1998 à Nantes, chanteur français principalement interprète de chansons traditionnelles.

- 3 avril à Brest : Jacques Kergoat (mort à Poitiers le 29 juillet 1999) , sociologue, historien et militant politique d'extrême gauche français.

- 16 mai à Brest : Jean-Yves Cozan, mort dans la nuit du 15 au 16 juin 2015, homme politique français du Modem, proche du Parti breton.